# سيكاوكوس (نيوجيرسي)
سيكاوكوس (بالإنجليزية: Secaucus town, New Jersey)‏ هي بلدة تقع بولاية نيوجيرسي في الولايات المتحدة. تبلغ مساحتها 16.95 كم2، وترتفع عن سطح البحر 2.1336 م، بلغ عدد سكانها 16,264 نسمة في عام 2010 حسب إحصاء مكتب تعداد الولايات المتحدة وتصل الكثافة السكانية فيها 959.5 نسمة لكل كيلومتر مربع (2,485.1/ميل2).

## التركيبة السكانية
حدّد مكتب تعداد الولايات المتحدة بيانات التركيبة السكانية لسيكاوكوس في تعداد الولايات المتحدة. في ما يلي، التركيبة السكانية حسب تعدادي 2000 و2010.

### تعداد عام 2000
بلغ عدد سكان سيكاوكوس 15,931 نسمة بحسب تعداد عام 2000، وبلغ عدد الأسر 6,214 أسرة وعدد العائلات 3,948 عائلة مقيمة في البلدة. في حين سجلت الكثافة السكانية 939.9 نسمة لكل كيلومتر مربع (2,434.3/ميل2). وبلغ عدد الوحدات السكنية 6,385 وحدة بمتوسط كثافة قدره 376.7 لكل كيلومتر مربع (975.6/ميل2).
وتوزع التركيب العرقي للبلدة بنسبة 78.54% من البيض و4.45% من الأمريكيين الأفارقة و0.11% من الأمريكيين الأصليين و11.80% من الأمريكيين ذوي الأصول الآسيوية و0.04% من سكان جزر المحيط الهادئ و2.79% من الأعراق الأخرى و2.26% من عرقين مختلطين أو أكثر و12.26% من الهسبانيون أو اللاتينيون من أي عرق.
بلغ عدد الأسر 6,214 أسرة كانت نسبة 27.6% منها لديها أطفال تحت سن الثامنة عشر تعيش معهم، وبلغت نسبة الأزواج القاطنين مع بعضهم البعض 49.2% من أصل المجموع الكلي للأسر، ونسبة 10.7% من الأسر كان لديها معيلات من الإناث دون وجود شريك، بينما كانت نسبة 3.6% من الأسر لديها معيلون من الذكور دون وجود شريكة وكانت نسبة 36.5% من غير العائلات. تألفت نسبة 31.6% من أصل جميع الأسر من عدة أفراد يعيشون في نفس المنزل ونسبة 12.8% كانت تتألف من شخص يعيش بمفرده يبلغ من العمر 65 عاماً أو أكثر. وبلغ متوسط حجم الأسرة المعيشية 2.41، أما متوسط حجم العائلات فبلغ 3.08.
بلغ العمر الوسطي للسكان 39.5 عاماً. وكانت نسبة 18.4% من القاطنين تحت سن الثامنة عشر، وكانت نسبة 6% بين الثامنة عشر والرابعة والعشرين عاماً، ونسبة 30.6% كانت واقعةً في الفئة العمرية ما بين الخامسة والعشرين والرابعة والأربعين عاماً، ونسبة 24.1% كانت ما بين الخامسة والأربعين والرابعة والستين، ونسبة 15% كانت ضمن فئة الخامسة والستين عاماً فما فوق. يوجد لكل 100 أنثى 92.0 ذكر، ويوجد لكل 100 أنثى في الثامنة عشر من عمرها فما فوق 88.5 ذكر.
بلغ متوسط دخل الأسرة في البلدة 59,800 دولارًا، أما متوسط دخل العائلة فبلغ 72,568 دولارًا. وكان متوسط دخل الذكور 49,937 دولارًا مقابل 39,370 دولارًا للإناث. وسجل دخل الفرد الخاص بالبلدة 31,684 دولارًا. وكانت نسبة 3.9% من العائلات ونسبة 7.6% من السكان تحت خط الفقر، وكان من هؤلاء نسبة 9.9% تحت سن الثامنة عشر ونسبة 9% في الخامسة والستين من العمر وما فوق.

### تعداد عام 2010
بلغ عدد سكان سيكاوكوس 16,264 نسمة بحسب تعداد عام 2010، وبلغ عدد الأسر 6,297 أسرة وعدد العائلات 4,114 عائلة مقيمة في البلدة. في حين سجلت الكثافة السكانية 959.5 نسمة لكل كيلومتر مربع (2,485.1/ميل2). وبلغ عدد الوحدات السكنية 6,846 وحدة بمتوسط كثافة قدره 403.9 لكل كيلومتر مربع (1,046.1/ميل2).
وتوزع التركيب العرقي للبلدة بنسبة 68.40% من البيض و4.11% من الأمريكيين الأفارقة و0.20% من الأمريكيين الأصليين و20.40% من الأمريكيين ذوي الأصول الآسيوية و0.04% من سكان جزر المحيط الهادئ و4.38% من الأعراق الأخرى و2.47% من عرقين مختلطين أو أكثر و18.60% من الهسبانيون أو اللاتينيون من أي عرق.
بلغ عدد الأسر 6,297 أسرة كانت نسبة 30% منها لديها أطفال تحت سن الثامنة عشر تعيش معهم، وبلغت نسبة الأزواج القاطنين مع بعضهم البعض 50% من أصل المجموع الكلي للأسر، ونسبة 11.4% من الأسر كان لديها معيلات من الإناث دون وجود شريك، بينما كانت نسبة 3.9% من الأسر لديها معيلون من الذكور دون وجود شريكة وكانت نسبة 34.7% من غير العائلات. تألفت نسبة 29.1% من أصل جميع الأسر من عدة أفراد يعيشون في نفس المنزل ونسبة 11.3% كانت تتألف من شخص يعيش بمفرده يبلغ من العمر 65 عاماً أو أكثر. وبلغ متوسط حجم الأسرة المعيشية 2.46، أما متوسط حجم العائلات فبلغ 3.09.
بلغ العمر الوسطي للسكان 40.2 عاماً. وكانت نسبة 19.3% من القاطنين تحت سن الثامنة عشر، وكانت نسبة 7.7% بين الثامنة عشر والرابعة والعشرين عاماً، ونسبة 29.9% كانت واقعةً في الفئة العمرية ما بين الخامسة والعشرين والرابعة والأربعين عاماً، ونسبة 27.6% كانت ما بين الخامسة والأربعين والرابعة والستين، ونسبة 15.6% كانت ضمن فئة الخامسة والستين عاماً فما فوق. وتوزع التركيب الجنسي للسكان بنسبة 48.6% ذكور و51.4% إناث.

## وصلات خارجية
- الموقع الرسمي